# Álberis da Silva
Álberis Sérigo Angelo da Silva, född 2 december 1984, är en brasiliansk fotbollsspelare (försvarare) som spelar för Kisa BK.

## Karriär
I november 2014 förlängde han sitt kontrakt med Åtvidabergs FF över säsongen 2015. I mars 2016 gick Álberis da Silva till division 5-klubben FC Lambohov.
I juli 2016 värvades han av division 2-klubben FC Linköping City. Han spelade tre matcher i Division 2 Södra Svealand samt två kvalmatcher under säsongen 2016 för Linköping City. I februari 2018 lämnade han klubben.
I april 2018 skrev Álberis da Silva på för Assyriska IF. Säsongen 2019 spelade han sju matcher och gjorde ett mål för IK Östria Lambohov i Division 5. I juli 2020 gick Álberis da Silva till Kisa BK. Han spelade nio matcher och gjorde ett mål för klubben i Division 5 2020.